# Gácser Leó
Gácser Leó János (Pozsony, 1787. április 8. – Celldömölk, 1856. szeptember 28.) filozófiai doktor, Szent Benedek-rendi áldozópap és 1838-tól haláláig celldömölki apát.

## Élete
1787. április 8-án született Pozsonyban. Miután teológiai tanulmányait Győrben és Pannonhalmán elvégezte, 1803. november 5-én belépett a rendbe. 1810. augusztus 30-án miséspappá szentelték.
1810-től 1816-ig Nagyszombaton, majd 1818-ig Pozsonyban tanított – ott Jedlik Ányos tanára volt, aki az ő biztatására lépett be a bencés rendbe –, ezután a bakonybéli apátság elöljárója volt 1821-ig. Ezt követően 1823-ig Győrben tanított. 1834-ig Pannonhalmán alperjel és novíciusmester volt, majd 1838-ig ugyanott perjel. 1838-ban celldömölki apát lett, és ott hunyt el 1856. szeptember 28-án.
Részt vett az 1847–1848-as pozsonyi országgyűlésen.

## Munkái
- Epipompethicon honoribus cels. ac rev. dni Ernesti S. R. I. principis in Schwarzenberg, ducis Crumloviae etc. Dei et apost. sedis gratia episcopi Jaurinensis. Dum solemni ritu inauguraretur, dicata a clero iuniore s. Montis Pannoniae o. s. B. 1819. március 24.
- Kézirata: Ascesis benedictina, Meditationes és Rude sceleton, quo primas lineas disciplinae monastico-benedictinae adumbrare tentavit atque venerabili conventui s Martini de s. M. P. in eiusdem obsequium debita cum subiectione humillime substavit... 1841. március 19.
- Meditationes.[3]
- Ascesis benedictina Leonis Gácser.[3]